# Campanula rapunculus
Campanula rapunculus là loài thực vật có hoa trong họ Hoa chuông. Loài này được L. mô tả khoa học đầu tiên năm 1753.
open main menu
Wikipedia
Search on Wikipedia
Campanula rapunculus
plant species
Language
Download in PDF
Look out
Edit
The rapónchigo , ruiponce or rapunzel ( Campanula rapunculus ) is a plant of the Campanuláceas family .
Symbol question.svg Campanula rapunculus
Campanulaceae - Campanula rapunculus-5.JPG
Campanula rapunculus
taxonomy
kingdom :
Plantae
Division :
Magnoliophyta
class :
Magnoliopsida
Order :
Campanulales
Family :
Campanulaceae
Genre :
Campanula
Species :
C. rapunculus
L. 1753
[ edit data on Wikidata
Flower.
Illustration
Index
characters
Edit
Biennial herb , with napiform roots. Stems erect, simple, glabrous or slightly hairy, up to 100 cm tall. Basal leaves obovate, petiolate, the upper ones linear-lanceolate. Flowers grouped in a racemose inflorescence; calyx teeth erect, setiform; corolla bell-shaped or funnel-shaped, light blue, somewhat longer than calyx teeth; ovary located in a lower position with respect to the rest of the floral parts: Fruit in an inverted cone-shaped capsule, which opens through small holes. It blooms in spring and summer.
Habitat
Edit
Meadows , forests, in melojares and pine forests .
Distribution
Edit
Much of Europe , except Iceland , Ireland , and Norway . Introduced to Denmark , Sweden , and Great Britain .
Applications
Edit
Rapunzel has been used as a wound healer and as an astringent . Its root is edible and is used as an appetizer in the preparation of salads . [ 1 ]
The leaves of this plant are one of the ingredients of preboggion , a mixture of herbs typical of Ligurian cuisine .
taxonomy
Edit
Campanula rapunculus was described by Carolus Linnaeus and published in Species Plantarum 1: 164. 1753. [ 2 ]
Etymology
Campanula – Generic name derived from Latin where "campanula" means "little bell."
rapunculus : from Latin ``rapum``, radish or turnip.., similar to a small radish or turnip
Synonymy
Campanula lusitanica f. bracteosa ( Willk. ) Cout.
Campanula lusitanica f. racemoso-paniculata (Willk.) Cout.
Campanula lusitanica f. verruculosa (Hoffmanns. & Link) Cout.
Campanula lusitanica var. cymoso-spicata (Willk.) Cout.
Lusitanica bellflower grows. [ 3 ].
Campanula esculenta Salisb.
Campanula patula var. rapunculus (L.) Kuntze
Neocodon rapunculus (L.) Kolak. & Serdyuk. [ 4 ] [ 5 ]
subsp. lambertiana (A.DC.) Rech.f.
Campanula hyrcania Wettst.
Campanula lambertiana A.DC.
Neocodon lambertianus (A.DC.) Kolak. & Serdyuk. [ 6 ]
subsp. radish
Campanula calycina Boeber ex Schult.
Castilian Campanula Pau
Campanula coarctata Gilib.
Thore's running bell
Bell Elatior Link & Hoffmanns.
Campanula fastigiata SGGmel.
Campanula glandulosa Banks ex A.DC.
Campanula rapuncula St.-Lag.
Campanula verruculosa Hoffmanns. & Link
Bell tower A.D.C.
A true Fourr's turnip. [ 7 ].
Common names
Edit
Castilian: bells, bells all year round, bell, bells, wild round nabillo, turnip, wild turnip, buttoned rapillon, pyramidal rapillon, rapincho, rapinchos, raponce, rapunzel, raponces, rapónchico, rapónchigo, raponcio, rapóndigo, rapontic, rapuncio , respionzo, respionzos, ruiponce, ruipóntico, ruipóntigo, rod of San José del Campo. [ 3 ]
Curiosities
Edit
The name Rapunzel comes from this flower and can be seen in the 2010 version as well.
References
Edit
Luceño Garcés, M. (1998). Flowers of Gredos . Ávila: Box of Ávila. ISBN  84-930202-0-3 incorrect ( help ) . |isbn=
Campanula rapunculus in Tropics
« Campanula rapunculus . Royal Botanical Garden : Anthos Project. Retrieved November 20, 2009.
« Campanula rapunculus » . Royal Botanic Gardens, Kew : World Checklist of Selected Plant Families . Retrieved April 8, 2012 .
Campanula rapunculus and PlantList
subsp. lambertian in PlantList
subsp. rapunculus and PlantList
Bibliography
Edit
Lammers, TG 1994. Prodrome of the Campanuloid Monograph.
external links
Edit
```
Wikispecies has an article on Campanula rapunculus .
```

WdData: Q547186 Commonscat Multimedia: Campanula rapunculus / Q547186 WikispeciesSpecies: Campanula rapunculus
Last edited 2 years ago by CarlosVdeHabsburgo
RELATED PAGES
Campanula lusitanica
plant species
Campanula poetic
plant species
Campanula persicifolia
plant species
Wikipedia
Content is available under the CC BY-SA 4.0 license , except where otherwise noted.
Privacy Policy terms of useDesk